# Форт
 Тази статия е за укреплението.  За програмният език вижте Forth.  
Форт (на латински: fortis – силен, здрав) е крупно военно укрепление от закрит (дълговременен) или открит (полеви) характер. През XVII – XVIII век, за различаване от крепостите, фортове били наричани отделни укрепления, съдържащи само войскови гарнизон и защитаващи отделни дефилета, мостове, пътища и др.
Фортове започват да се създават през XVIII век, отначало като отделни укрепления пред крепостните стени, след което (от XVIII до началото на XX век) – като съставна част от фортови крепости или полеви укрепени позиции.

## Открит тип
Фортовете от открит тип имат различна конфигурация, заемат площ от около 4 – 5 хектара и са приспособени за кръгова отбрана. По периметъра на укреплението (дължина около 1000 м) има 1 или 2 земни вала, оборудвани с препятствия. Зад валовете се установяват по 20 – 50 артилерийски оръдия. Във вътрешната част на форта са пригодени стрелкови позиции.

## Закрит тип
Фортовете от закрит тип са изграждани от камъни, бетон, железни конструкции др. В началото на XVIII век са строени в многостенен вид и са въоръжени с голямо брой и различен калибър средства на артилерията.
През XIX век започват да се изграждат фортове по „бастионна“ система (френският форт имал 4 – 5 бастиона с 40 – 50 артилерийски оръдия), а по-късно и от „капонирна“ система (германският форт имал 20 – 30 артилерийски оръдия, 2 флангови капонира и 1 централен редут – „капонир“).
След Първата световна война (1914 – 1918) във връзка с възприемането на нови видове фортификационни съоръжения (система от опорни пунктове и др.) фортът като отделно укрепление губи своето стратегическо значение и става част от укрепени райони.